# Nieuport 28

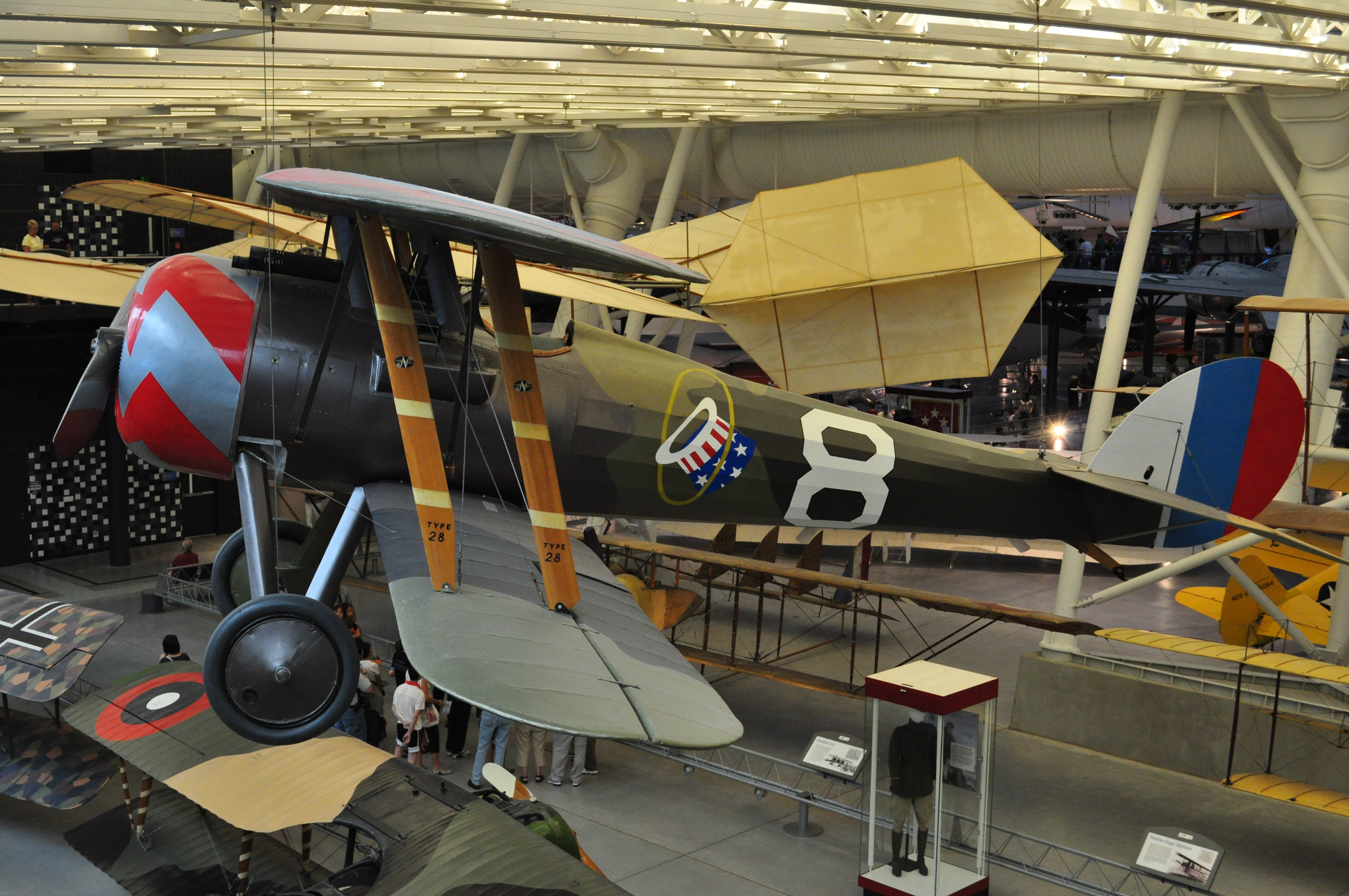
Nieuport 28C.1

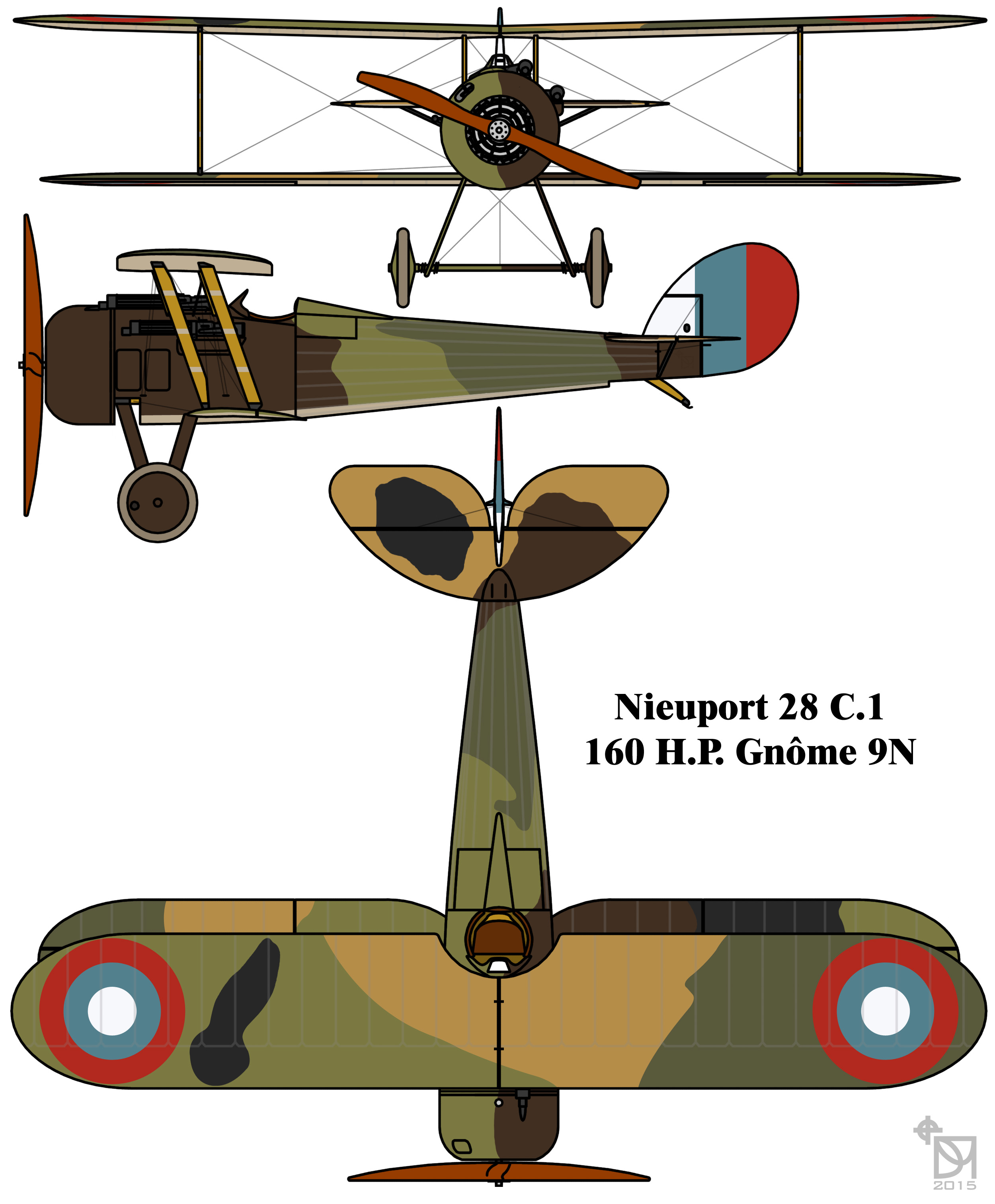
Nieuport 28 C.1

Nieuport 28 är ett ensitsigt jaktflygplan som kom att tjänstgöra under första världskriget. Bland annat utgjorde flygplantypen den amerikanska expeditionskårens första jaktflygplan i väntan på att kåren skulle utrustas med SPAD XIII. Den första versionen Nieuport 28A flög för första gången 1917 och följdes senare av den mer vanligt förekommande versionen Nieuport 28C1. Nieuport 28A hade vissa konstruktionsbrister i bland annat bränsleledningar och övervinge vilket vållade piloterna en del problem. Övervingens dukning tenderade att fläkas upp vid en för kraftig upptaning i hög fart och bränsleledningarna hade en benägenhet att korodera (rosta) och därefter springa läck med ibland brand som följd.
Nieuport 28 var utrustad men en niocylindrig roterande stjärnmotor på 160 hästkrafter av modell Gnôme 9N monosoupape. Motorvarvet reglerades som på många andra samtida konstruktioner genom att tändningen till cylindrarna gick att stänga av. Nieuport 28 var utrustad med en brytare genom vilken piloten kunde ställa in tändningen i fyra olika lägen. Till motorstyrningen fanns även en knapp på styrspaken där tändningen helt kunde stängas av så länge knappen var nedtryckt. 
Beväpningen ombord utgjordes av två Vickerskulsprutor modell 1908 vilka anpassats för att användas ombord på flygplan, dessa kulsprutor kunde avfyra 500 skott i minuten.
Ett av Förenta staternas främsta flygaress, Eddie Rickenbacker började sin karriär i Nieuport 28 och kom även att föredra typen framför SPAD XIII. Detta med anledning av att Nieuporten var mer vändbar och svarade snabbt på roderutslagen vilket en SPAD inte levde upp till i samma grad. En SPAD var både snabbare och mer robust men i närkamp med fiender ansågs Nieuport 28 överlägsen.

## Prestanda
Maxhastighet: 122 mph vid 6.560 fot

Stighastighet: 5,5 minuter till 6.560 fot

Stighastighet: 14 minuter till 14.000 fot

Tjänstetopphöjd: 19.000 fot

Max flygtid: 1 och 1/2 timme